# Geografia munților Bucegi

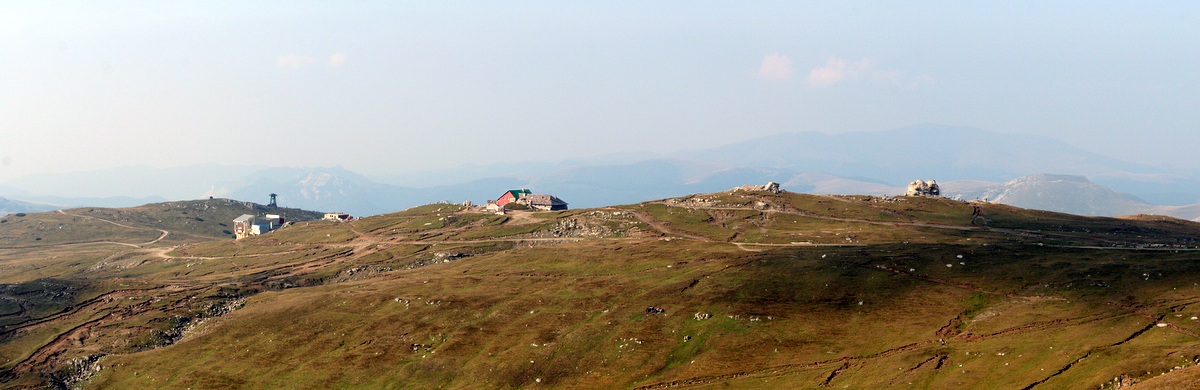
Platoul Bucegilor cu Telecabina, cabana Babele, Sfinxul și Baba Mare de la stînga la dreapta

Masivul Bucegi are o formă de potcoavă deschisă spre sud, din centrul căreia izvorăște râul Ialomița. Ramurile principale ale potcoavei se întâlnesc în extremitatea nordică chiar în Vârful Omu, punctul culminant al masivului. În afara celor două ramuri principale, tot din zona vârfului Omu se mai desprind culmi scurte și abrupte. Către est pornește muntele Moraru, spre nord-est Bucșoiu formează parte din cumpăna apelor, iar către nord Padina Crucii separă căldările glaciare Mălăiești si Țigănești.
Situată între Valea Prahovei și cea a Ialomiței, culmea principală a Bucegilor este caracterizată în primul rând prin formele sale de relief puternic contrastante: versantul prahovean (abrupt și stâncos, cu o diferență de nivel de 500-900 m) și platoul Bucegilor (podiș înalt, având altitudini cuprinse între 1600-2400 m și o înclinare de la nord către sud).

## Geologie
Din punct de vedere geologic Parcul Natural Bucegi cuprinde, în limitele sale, două entități structurale majore și anume: pânza getică a Carpatilor Meridionali spre vest și zona flișului Carpatilor Orientali (pănza de Ceahlau a Dacidelor și Externe) la est. Zona de contact a celor doua structuri este ascunsă sub aria de dezvoltare a conglomeratelor de Bucegi medii și superioare.

### Formare
Masivul Bucegi s-a format odată cu sectorul Carpațiilor Meridionali și cu întregul lanț carpatic, în timpul orogenezei alpine. Carpații Meridionali și grupa Bucegilor s-au înălțat cu cca 1000m la sfîrșitul Neogenului și începutul Cuaternarului.

### Geomorfologie
Munții Bucegi sunt alcătuiți din doua ramuri principale, în forma de potcoavă, care închid între ele bazinul superior al Ialomiței. Cele doua culmi pornesc din vârful Omu, punctul culminant al masivului și din care se desprind alte ramuri secundare. Masivul este alcătuit predominant din gresii și conglomerate și numai parțial din calcare și are înălțimi frecvente peste 2000 m. Este bine marcat în ansamblul peisajului carpatic prin abrupturile sale marginale, ce pun în evidență flancurile externe prin varietatea reliefului său. Alternanța de gresii, marne și conglomerate, neuniformitatea litologică a conglomeratelor au condiționat apariția prin dezagregare și eroziune diferențială, a unui relief rezidual de turnuri și coloane ce iau forme dintre cele mai bizare cele mai cunoscute fiind Babele și Sfinxul .
În bazinul superior al Ialomiței domină relieful carstic, cu abrupturi, hornuri (Hornurile Țapului), doline, chei (Horoabele, Urșilor, Peșterii, Tătarului, Zănoagei, Orzei), peșteri (Ialomiței). Relieful structural este evidențiat prin suprafețele structurale, abrupturi, brine și polițe structurale. În bazinul superior al Ialomiței sunt localizate, de asemenea, numeroase urme ale glaciațiunii cuaternare: circurile de sub Mecetul Turcesc și de la obârșia văii Sugărilor, văi glaciare, custuri, morene.
Masivul Bucegi reprezintă un larg sinclinal, de direcție nord-sud, cuprinzând depozite sedimentare mezozoice, așezate în transgresiune peste un fundament de șisturi cristaline. Aceste depozite sunt formate în cea mai mare parte din calcare jurasice, conglomerate de Bucegi și gresii micacee. Către marginea răsăriteană a masivului, în porțiunea inferioară a abruptului prahovean, conglomeratele de Bucegi se rezeamă pe formații ale flișului cretacic inferior, cuprinzând stratele de Sinaia, precum și depozitele de marne și gresii aparținând etajelor Barremian și Apțian.

## Formațiuni carstice
Relieful carstic este legat de masa calcarelor de pe latura vestică a rezervației, în sectorul Strunga-Grohotiș-Guțanu, iar local de unele blocuri cu dimensiuni mai mari incluse în masa de conglomerate. Specific este exocarstul cu Japiezuri în forme si dimensiuni variabile, unele doline și avene. Dezolvarea se îmbină sezonier cu înghețul și dezghețul, contribuind la dezvoltarea reliefului ruiniform de pe abruptul calcaros.
- Avenul de sub Babele
- Peștera de pe Piciorul Babelor
- Peștera Ialomiței
- Peștera Ursului
- Peștera Onicăi
- Peștera Pustnicului
- Peștera Rătei
- Peștera Tătarului
- Avenul Vânturiș
- Platoul carstic Lespezi

## Formațiuni glaciare
În munții Bucegi se întâlnesc 2 forme principale de dovezi glaciare: forme de eroziune și forme de acumulare.

### Forme de eroziune
- custuri -între văile Mălăiești și Țigănești se dezvoltă culmea Padina Crucii, intens modelată lateral de cei doi ghețari, astfel că apare sub forma unei custuri. Caracterul propriu-zis de custură este însă estompat de elementele structuarale nivele structurale strict locale. Multe șei de pe această custură este posibil să fi funcționat în timpul pleistocenului ca șei de transfluență glaciară, iar altele provin din modelarea posglaciară a versanților.
- circuri și văi glaciare -în valea Mălăiești, sectorul glaciar se întâlnește până la altitudinea de 1400m, de unde în continuare apare cel fluviatil. În sectorul glaciar al văii Mălăiești se remarcă prezența trenelor de grohotiș formate la baza pereților circurilor. De asemenea la baza hornurilor Mălăiești există două mari conuri de pietre alimentate cu material detritic adus de pe hornuri. Tot în partea superioară a văii, în afara circului principal în trepte, sub Bucșoiul, se află instalat un circ de pantă, în care acumularea zăpezii s-a efectuat pe fața de strat. Circul este modelat de avalanșe, astfel încât aspectul inițial este deteriorat.Valea Țigănești are instalat la partea superioară un circ glaciar bine individualizat. Până nu de mult, acesta a adăpostit un lac, fapt dovedit de prezența mâlului și a unui rest de lac, o zonă de mlaștină, barată de o morenă laterală. Formele de relief din etajul glaciar al văii sunt asemănătoare celor de pe valea Mălăiești. Fundul circului este drept și ușor înclinat de la SSV spre NNE. Pereții aproape verticali din fundal și cu pante variabile pe laturi sunt brăzdați de câteva
- hornuri -în sezonul rece acestea sunt obturate spre creastă prin mari cornișe de zăpadă. Hornul mare al Țigăneștilor este cel mai impunător și totodată cel mai accesibil. Mai apar aici grohotișuri, blocuri imense, hornurile de la obârșia circului la baza cărora se extind imense trene de grohotiș, un bloc glisant in primul circ, etc.
- praguri glaciare. Treptele existente azi pe Valea Mălăiești sunt rezultatul înaintării ghețarilor pe făgașul văii. În afara treptelor existente anterior modelarea glaciară a creat și alte trepte noi. Pe treapta instalată la 2100m se poate urmări cuveta unui fost lac. În valea Mălăiești se pot remarca privind harta pantelor sau analizând profilul longitudinal al văii patru praguri glaciare mai importante. În valea Țigănești, treptele glaciare au un caracter clar structural, apar oblic pe direcția văii datorită tocmai instalării sale. Aici pragurile glaciare sunt mult estompate. Pragurile glaciare s-au dezvoltat însă pe baza unor trepte preexistente în profilul lungitudinal al vălor  pragurile stucturale.[2]

### Forme de acumulare
Formele glaciare de acumulare nu sunt specifice pentru munții Bucegi, poziția, tipul și numărul morenelor fiind varabile.
- morene. Pe ambele văi formele de acumulare sunt reprezentate de morene, dar acestea sunt clare pe valea Mălăiești. Morena mediană a văii Mălăiești este instalată amonte de fosta cabană Mălăiești, la altitudinea de 1820m. Pragul glaciar superior a obligat masa de gheață să se despartă în două brațe, din reunirea cărora s-a acumulat la baza lui și material cărat. În avale întâlnim o morenă laterală de mici dimensiuni, la altitudinea de 1720m, unde era instalată cabana Mălăiești (în prezent nu se mai află decât refugiul Salvamont). Morena terminală se află situată la 1400m, fiind slab reprezentată, întrucât materialul a fost antrenat în aval. Limitele morenei sus-menționate sunt greu de precizat datorită prezenței pădurii alături de blocurile rezultate din dezagregarea versanților. Aceste morene marchează extensiunea glaciațiunii, dar cu toate acestea ele nu pot fi atribuite cu certitudine unei anumite faze glaciare.
- forme mixte fluvio-glaciare. H. Wachner este printre primii care a observat prezența blocurilor mari ``cât casa`` aflate chiar mai jos de 800m pe valea Mălăiești pe care le leagă de fluvio-torențialitate. Formele mixte fluvio-glaciare sunt reprezentate de blocuri mari de stâncă pe care le întâlnim în tot etajul forestier, până la poalele muntelui, chiar în valea râului Glăjerie, a căror proveniență nu poate fi explicată decât de o fluvio-torențialitate care să fi afectat regiunea în perioadele de topire a ghețarilor. Faza interglaciară Riss-Wurm a avut de exemplu un debit lichid apreciabil, furnizat de masa de gheață topită, existând dovezi în acest sens în alt colț al Bucegilor, și anume pe Valea Ialomiței, unde în zona cheilor undeva deasupra actualei văi cu 20m apare un nivel suspendat al tuburilor de presiune și dizolvare. Glacisurile de pe marginile bazinetelor depresionare din Valea Ialomiței s-au format în aceeași perioadă[4].

## Hidrologie

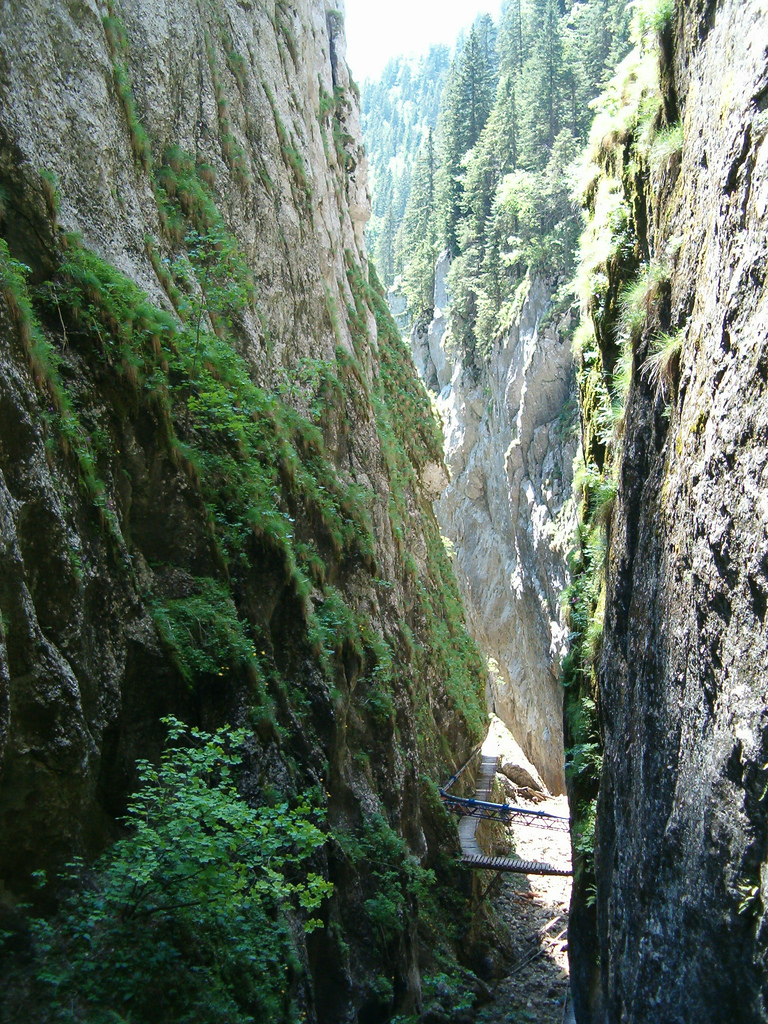
Cheile Orzei

Conformația masivului în formă de potcoavă determină în mod evident dispunerea și direcția de curgere a râurilor. Principala axă de colectare a apelor din interiorul masivului este Râul Ialomița, care are un bazin simetric. Ea este alimentată din zăpezi și ploi, izvorând la mare înălțime de sub Vârful Omu. Curgând în lungul axului sinclinalului, ea este alimentată și din subteran, pentru că apele infiltrate pe flancuri se scurg spre albia Ialomiței conform înclinării stratelor. Numeroși afluenti cu obârșia pe/sub podul Bucegilor converg spre bazinetele amintite, contribuind la mărimea debitului râului colector. Menționam printre ei Doamnele, Horoaba, Tătaru, Mircea, Bolboci, Zănoaga pe dreapta; Valea Șugărilor, Cocora, Blana, Oboarele, Scropoasa și Orza pe stânga. In general, afluenții sunt seci în cursul mediu și superior dar în timpul averselor de ploaie au un regim torențial.
Între văile din interiorul masivului Bucegi, pârâul Izvorul Dorului prezintă un caz aparte. Străbătând în lung podul dinspre Prahova, la înalțimi de 2100-1700 m, el este suspendat cu 300-400 m deasupra Ialomiței. Prin cotul de 90 grade pe care îl face între Vârful cu Dor și Vânturis, Izvorul Dorului se îndreaptă spre est, pentru a se vărsa în Prahova. În cursul superior, mare parte din pârâu este sec (ca și micii lui afluenți) sau are putină apă, dar în regiunea în care își schimbă direcția, începe să aibă apă și își mărește debitul, așa încât la vărsare apare ca un pârâu viguros, capabil să transporte și să depuna mari cantități de aluviuni.
Pâraiele de la exteriorul Bucegilor aparțin bazinelor Prahova și Oltului. Pâraiele Moraru, Cerbu, Jepii, Urlătoarea, Babelor, Peleș și Zgarbura se varsă în Prahova. Versantul nordic este drenat de pâraiele Glajariei, Malaiești, Țigănești, care, reunite, formează Ghimbavul. Pârâul Ciubotei, Gaura – patrunsă mult în interiorul masivului – și Grohotișul converg spre Bârsa apele lor îndreptandu-se spre Olt. 
Pâraiele care dreneaza abruptul Bucegilor au pante repezi și sunt seci cea mai mare parte a anului, din cauza lipsei de izvoare. Acestea se situează mult mai jos, la 1000-1300m altitudine, la baza conglomeratelor și sunt determinate de formațiunile impermeabile barremian – aptiene. 
Se poate vorbi de o linie de izvoare ce înconjoară abruptul Bucegilor pe toate laturile sale. Mai jos de ea toate pâraiele au scurgere permanentă.

### Chei
- Cheile Zănoagei
- Cheile Tătarului
- Cheile Coteanului
- Cheile Orzei

## Lacuri
- Lacul Bolboci - lac de acumulare

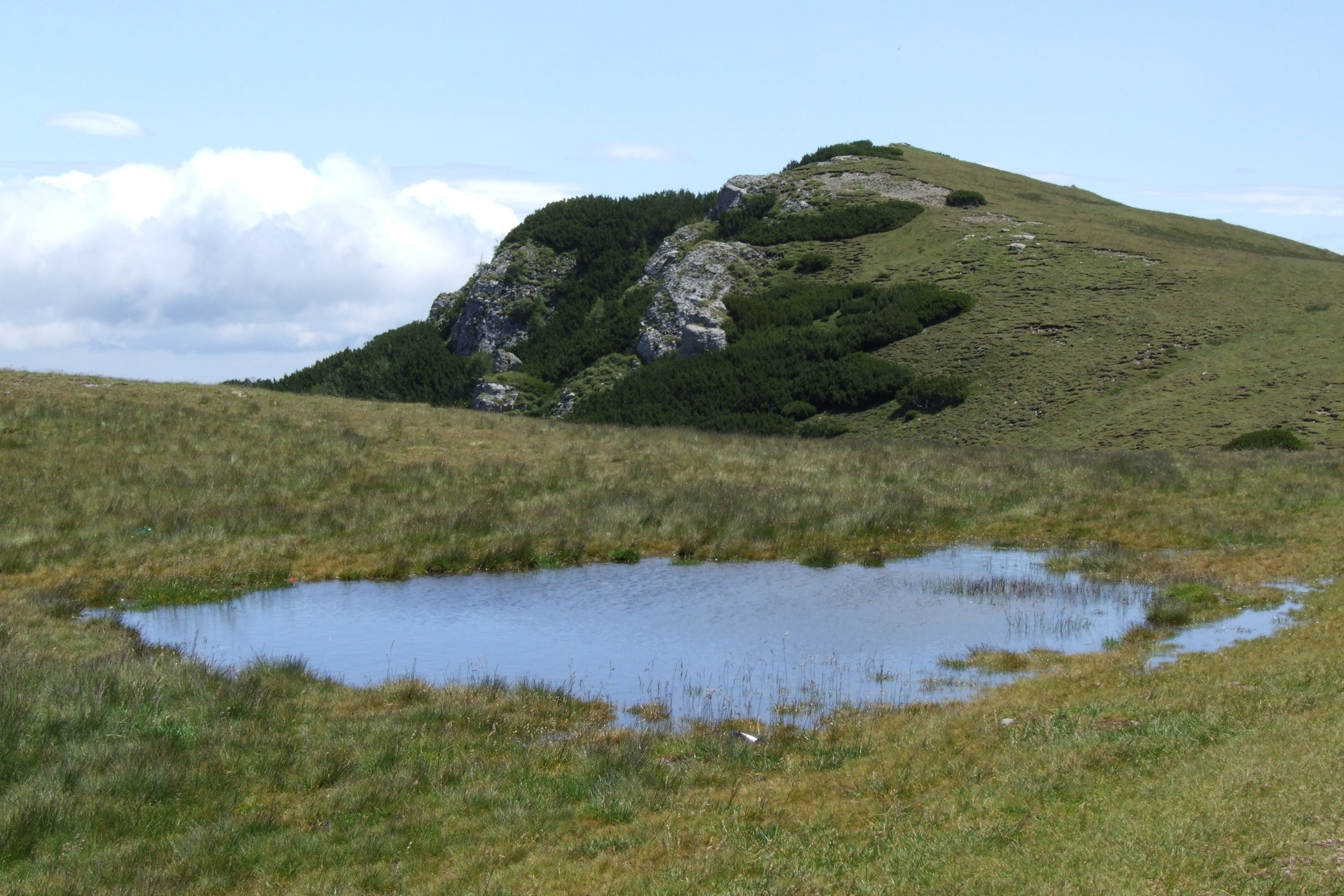
Mic lac

- Lacul Țigănești - lac glaciar la altitudinea de 2050 m
- Lacul Scropoasa - lac de acumulare

## Soluri
Marea varietate a factorilor pedogenetici (climă, vegetație, substrat litologic, relief), la care se adaugă aceea a vârstei absolute a diferitelor soluri, a determinat în Masivul Bucegi formarea tuturor seriilor genetice de soluri montane și alpine. În general, se poate constata o succesiune altitudinală normală a solurilor zonale; în zona forestieră, de la cele brune slab acide ( saturate, eubazice) de pădure, până la podzolurile humico-feriluviale și turbele oligotrofe, iar în zona alpină, de la solurile brune, tinere, de pajiști pe abrupturi, până la cele humico-silicatice podzolice. Apariția unor anumite roci a determinat formarea de soluri intrazonale. Astfel, pe calcare s-au format soluri litomorfe, rendzinice, iar pe roci acide solurile brune acide, criptopodzolice și podzolice care coboară intrazonal în zona solurilor brune de pădure montane. Asociațiile vegetale s-au dovedit a fi un factor pedogenetic indispensabil pentru formarea unor anumite tipuri de sol, ca de exemplu molidișurile și jnepenișurile cu Vaccinium și molidișurile cu strat gros și continuu de mușchi acidifili, pentru formarea podzolurilor de destrucție. Eroziunea prin apa și vânt a determinat pe de o parte, coluvionarea materialelor fine humifere, iar pe de alta parte, menținerea în stadii de tinerețe a unor soluri și distrugerea parțială sau totală a altora. Apoi, deplasarea pe pante a materialului pedogen și chiar a solurilor formate, prin procesul de solifluxiune ca și prin scurgerile torențiale, au contribuit de asemenea, în mare măsură la modificarea condițiilor de dezvoltare ale procesului de solificare. Liniștea necesară pentru formarea și evoluția solului, precum și timpul scurs de la începerea ultimului proces de solificare pe diverse forme de relief, sunt astfel condiții ale pedogenezei, în mod deosebit realizate pe diferite spații din Muntii Bucegi. Variabilitatea pe suprafețe relativ mici a factorilor și condițiilor de pedogeneza explică numeroasele asociații de soluri, cu variații accentuate ale caracterelor de subtip genetic, gen și specie de sol, oglindite obișnuit în grupările vegetale respective.